# مذكرات شرلوك هولمز
مذكرات شرلوك هولمز (بالإنجليزية: The Memoirs of Sherlock Holmes)‏, سلسلة من 12 قصة لشرلوك هولمز من تأليف ارثر كونان دويل. نشرت القصص بشكل منفرد في مجلة الستراند بين ديسمبر 1892 وديسمبر 1893 قبل ان يعاد نشرها مجمعة عام 1894, وقد نشرت هذه السلسلة بعد سلسلة مغامرات شرلوك هولمز (1892) وكانت متبوعة برواية كلب آل باسكرفيل (1901-1902).

## المحتوى
اشتملت السلسلة كسابقتها على 12 قصة:
1. ذو الغرة الفضية.
2. لغز الطرد البريدي.
3. لغز الوجه الأصفر.
4. مغامرة موظف البورصة.
5. سفينة غلوريا سكوت.
6. وصية عائلة موسغريف.
7. لغز بلدة ريغيت.
8. مغامرة الرجل الأحدب.
9. لغز المريض المقيم.
10. مغامرة المترجم اليوناني.
11. وثائق المعاهدة البحرية.
12. المشكلة الأخيرة.

## تعليقات
- الطبعة الأولى من مذكرات شرلوك هولمز في لندن عام 1894 لم تشتمل على قصة لغز الطرد البريدي، عكس الطبعة الأمريكية التي اشتمت على القصة لكن تم حفظها فيما بعد.

السبب وراء حذف القصة يبقى غير واضح.في بريطانيا تم حذفها على الاغلب بطلب من كونان دويل لأنها غير مناسبة للقراء الصغار، اما الناشرون في الولايات المتحدة فقد ارجعوا السبب إلى ان القصة «جد فاضحة» للجمهور الأمريكي.
- قام كونان دويل «بقتل» شخصية شرلوك هولمز في قصة «المشكلة الاخيرة», وقد ثار غضب الجمهور وانهالت عليه ألوف الخطابات تستنكر علمه وخسرت مجلة الستراند عشرين ألف اشتراك، وأمام هذا الإلحاح قام كونان دويل بإعادة بعث شخصية شرلوك هولمز في قصة «مغامرة المنزل الخالي» التي نشرت عام 1903.

## روابط خارجية
النص الأصلي ل«مذكرات شرلوك هولمز» في ويكي مصدر (باللغة الإنجليزية).